# Charvarius Ward
Charvarius Ward (geboren am 16. Mai 1996 in McComb, Mississippi) ist ein US-amerikanischer American-Football-Spieler auf der Position des Cornerbacks, der für die Indianapolis Colts in der National Football League (NFL) spielt. Er spielte College Football für die Middle Tennessee State University und stand von 2018 bis 2021 bei den Kansas City Chiefs unter Vertrag. Danach spielte er bis 2024 für die San Francisco 49ers. In der Saison 2019 gewann Ward mit den Chiefs den Super Bowl LIV.

## College
Ward ging drei Jahre lang auf die Highschool in seiner Heimatstadt McComb, Mississippi, wo er eine Klasse übersprang. Er spielte erst in seinem letzten Jahr für das Highschoolfootballteam. Anschließend ging Ward zwei Jahre lang auf das Hinds Community College, bevor er ab 2016 die Middle Tennessee State University besuchte und dort in zwei Spielzeiten College Football für die Middle Tennessee Blue Raiders spielte. Er kam in 25 Spielen zum Einsatz, dabei erzielte er 74 Tackles und zwei Interceptions.

## NFL
Ward wurde im NFL Draft 2018 nicht ausgewählt und anschließend von den Dallas Cowboys als Undrafted Free Agent unter Vertrag genommen. Kurz vor Saisonbeginn gaben die Cowboys Ward am 30. August 2018 im Austausch gegen Guard Parker Ehinger an die Kansas City Chiefs ab. Er bestritt als Rookie dreizehn Spiele und wurde zunächst vor allem in den Special Teams eingesetzt, schaffte es aber zum Ende der Regular Season in die Stammformation der Defense, da Kendall Fuller verletzt war und Orlando Scandrick leistungsbedingt auf die Bank gesetzt wurde, und bestritt die letzten beiden Spiele als Starter. In den Play-offs konnte Ward mit vier verhinderten Pässen beim Sieg gegen die Indianapolis Colts auf sich aufmerksam machen. Zudem fing er im AFC Championship Game gegen die New England Patriots kurz vor Ende der Partie eine Interception, die Kansas City den Sieg gesichert hätte, allerdings aufgrund eines Offsides von Dee Ford nicht zählte. Kansas City verlor das Spiel letztlich nach Overtime.
In seiner zweiten NFL-Saison war Ward von Beginn an Stammspieler. Er fing in 16 Partien zwei Interceptions und konnte einen Fumble erzwingen. Ward zog mit den Chiefs in den Super Bowl LIV ein, den sie mit 31:20 gegen die San Francisco 49ers gewannen. Auch in der Saison 2020 war Ward Stammspieler in Kansas City und erreichte mit seinem Team erneut den Super Bowl, im Super Bowl LV unterlagen die Chiefs allerdings den Tampa Bay Buccaneers mit 9:31. Nach der Saison belegten die Chiefs Ward mit einem Second-Round Tender, den er im Juni 2021 unterschrieb. Damit erhielt er knapp 3,4 Millionen Dollar für die Saison 2021.
Am 17. März 2022 unterschrieb er einen Dreijahresvertrag über 40,5 Millionen US-Dollar bei den San Francisco 49ers, mit Bonuszahlungen bis zu 42 Millionen US-Dollar. Ward kam in drei Jahren in 46 Spielen der Regular Season für die 49ers zum Einsatz, in denen ihm sechs Interceptions und ein defensiver Touchdown gelangen. Zudem spielte er in sechs Play-off-Partien für San Francisco. Seine erfolgreichste Saison bei den 49ers gelang ihm 2023, als er mit 23 abgewehrten Pässen den Bestwert der Saison aufstellte und fünf Interceptions verzeichnete. Ward wurde in den Pro Bowl sowie zum Second-team All-Pro gewählt. Er erreichte mit den 49ers den Super Bowl LVIII, den sie gegen die Kansas City Chiefs verloren.
Im März 2025 einigte Ward sich mit den Indianapolis Colts auf einen Dreijahresvertrag im Wert von bis zu 60 Millionen US-Dollar.

### NFL-Statistiken
| Saison                             | Saison | Spiele | Spiele      | Tackles | Tackles | Tackles | Tackles | Interceptions | Interceptions | Interceptions | Interceptions | Interceptions | Fumbles | Fumbles | Fumbles |
| Jahr                               | Team   | Spiele | als Starter | Gesamt  | Solo    | Ast     | Sacks   | PD            | INT           | Yds           | Lng           | TD            | FF      | FR      | TD      |
| ---------------------------------- | ------ | ------ | ----------- | ------- | ------- | ------- | ------- | ------------- | ------------- | ------------- | ------------- | ------------- | ------- | ------- | ------- |
| 2018                               | KC     | 13     | 2           | 30      | 26      | 4       | 0,0     | 3             | 0             | 0             | 0             | 0             | 0       | 0       | 0       |
| 2019                               | KC     | 16     | 16          | 74      | 56      | 18      | 0,0     | 10            | 2             | 10            | 10            | 0             | 1       | 0       | 0       |
| 2020                               | KC     | 14     | 13          | 51      | 38      | 13      | 1,0     | 6             | 0             | 0             | 0             | 0             | 0       | 0       | 0       |
| 2021                               | KC     | 13     | 12          | 67      | 48      | 19      | 0,0     | 10            | 2             | 0             | 0             | 0             | 0       | 1       | 0       |
| 2022                               | SF     | 17     | 17          | 87      | 59      | 28      | 0,0     | 11            | 1             | 9             | 9             | 0             | 1       | 1       | 0       |
| 2023                               | SF     | 17     | 17          | 72      | 56      | 16      | 0,0     | 23            | 5             | 91            | 66            | 1             | 1       | 0       | 0       |
| 2024                               | SF     | 12     | 12          | 54      | 38      | 16      | 0,0     | 7             | 0             | 0             | 0             | 0             | 0       | 0       | 0       |
| Gesamt                             | Gesamt | 102    | 89          | 435     | 321     | 114     | 1,0     | 70            | 10            | 110           | 66            | 1             | 3       | 1       | 0       |
| Quelle: pro-football-reference.com |        |        |             |         |         |         |         |               |               |               |               |               |         |         |         |